# Titelles Vergés
Titelles Vergés és una companyia de teatre de putxinel·lis clàssics creada a Sitges cap al 1920.
Degans dels titellaires a l’Estat espanyol, són els únics que usen el putxinel·li català, tot i que la companyia vallenca Pa Sucat n’usa una variant. Treballen amb els personatges clàssics: el Pericu (o Titella), en Tòfol, la Cristeta, la Cascàrria i el Dimoni, entre d'altres. Entre els nous destaca el Panxito, creat per Sebastià Vergés i Cadena el 1947 i popularitzat en els esmentats programes televisius.
Vergés i Martínez ha contribuït a fer més lleugera la figura del putxinel·li tradicional, fent-la de fibra de vidre sobre una base de fusta amb els tres forats per als dits. El titella mou boca i ulls mitjançant mecanismes accionats amb la mà de guant. També s’ha modernitzat el castellet fent-lo panoràmic i incorporant-hi un prosceni amb què el públic guanya visibilitat.

## Denominació
Durant la seva història ha tingut diversos noms, tot i que Titelles Vergés ha estat la més utilitzada.
- 1920–1936: «Sebastià Vergés. Titellaire», «Germans Vergés», «Putxinel·lis Vergés».[1]
- 1939–1974: «Polichinelas Vergés», «Polichinelas Sebastián Vergés», «Polichinelas Vergés – 4 Gatos».[1]
- 1975–2018: «Putxinel·lis Vergés», «Putxinel·lis Sebastià Vergés» i «Titelles Sebastià Vergés».[1]

## Generacions
Titelles Vergés és una centenària nissaga barcelonina de tres generacions de titellaires iniciada per Sebastià Vergés i Prats el 1910. Els diferents membres de la família s’han integrat de forma gradual a la companyia i han après l’ofici seguint el tradicional escalafó Aprenent → Ajudant 2n → Ajudant 1r → Manipulador principal i Cap de grup. La cronologia dels principals membres de la nissaga pot ajudar a seguir la trajectòria de la companyia.
La primera generació està formada per Sebastià Vergés i Prats (1900-1974), fundador i cap de grup. El segueix Isabel Cadena i Aiguadé (1905-1997) i Antoni Vergés i Prats (1909-1985).
La segona generació l'encapçala Sebastià Vergés i Cadena (1929-2014), cap de grup fins al 1994. També hi ha Agustina Martínez Saiz (1935-2009), ajudant principal del 1975 i al 1995; i Martí Vergés i Cadena (1930-2014), ajudant fins al 1961.
La tercera generació inclou Sebastià Vergés i Martínez (1958), que comença d’aprenent el 1965 i és el cap de grup des del 1995 i Montserrat Albalate ì Llopis (1956), ajudant principal des del 1978. Els segueix Jaume Vergés i Martínez (1961), aprenent i ajudant (1976-1986), que el 1986 funda amb Montse Eiras la companyia de titelles i pallassos Tururut. Àlex Vergés i Martínez (1963) és ajudant ocasional de Vergés i Cadena.

## Història
A deu anys, Sebastià Vergés i Prats fa d’aprenent del titellaire Jaume Anglès i Vilaplana, i als quinze debuta com a cap de grup al Parc del Tibidabo. Cap al 1920 funda Putxinel·lis Vergés amb el seu germà Antoni i la seva esposa Isabel Cadena i Aiguadé. El fill d’Isabel i Sebastià, Sebastià Vergés i Cadena, s’integra al grup el 1946 i una mica més tard ho fa el segon fill, Martí Vergés i Cadena. Les dècades de 1920 i 1930 els Vergés actuen arreu de Catalunya. Acabada la guerra civil, actuen a Piscinas y Deportes, Salón Rosa, Cúpula del Coliseum i Sala Mozart, entre molts altres espais, i fan programacions estables a Els Quatre Gats (1939-1945), el Poble Espanyol (1940-1958) i Can Jorba (1949-1963). Són pioners a la televisió: vint-i.vuit programes infantils a TVE (estudis de Miramar, Barcelona, 1959-1961, etapa anterior a la d’Herta Frankel-Artur Kaps-Franz Joham, després de la qual intervindran en dotxe programes més).
Quan, entre el 1960 i el 1961, Sebastià Vergés i Prats es retira per motius de salut, el grup es configura amb Antoni Vergés i Prats, Isabel Cadena i Sebastià Vergés i Cadena. El 1973, el flamant Departament de Titelles de l’Institut del Teatre homenatja la trajectòria de Sebastià Vergés i Prats amb el Premi d’Honor. Els Vergés hi corresponen donant sis titelles de principis del segle XIX tallats en fusta al Museu de les Arts Escèniques (MAE).
El 1973 debuta la tercera generació (Sebastià Vergés i Martínez), qui el 1975 comença a renovar la imatge general del grup i, sense renunciar al putxinel·li tradicional català, actualitza guions, figures i decorats, i abandona la llengüeta en favor de la qualitat dels diàlegs. Agustina Martínez Saiz, esposa de Vergés i Cadena, s’incorpora a la companyia també el 1975.
La formació 2018 de Titelles Vergés (Sebastià Vergés i Martínez, i Montserrat Albalate i Llopis) manté dues línies: clàssica (estètica i repertori genuïns de la companyia) i actual (obres, personatges i posades en escena de nou encuny).

## Reconeixements
Entre els guardons rebuts: Premi Honorífic de l’Institut del Teatre a la trajectòria artística de Sebastià Vergés i Prats (1973), Placa commemorativa dels cent anys de la companyia (Ajuntament de Barcelona, 2010) i «Premio a Toda una Vida» (Centro Internacional del Títere, Tolosa) a Sebastià Vergés i Cadena. El 2011 Sebastià Vergés i Martínez rep els premis Drac d’Or i Ara Lleida (Fira de Titelles de Lleida) per Pinotxo, el nen de fusta. En ocasió del centenari (2010 i 2011), la companyia ha rebut homenatges de certàmens com Guant (Valls), Romà Martí (Caldes de Montbui), Firobi (Vilassar de Mar) i Mostra de Titelles d’Igualada, entre d'altres.

## Publicacions
- Vergés Martínez, Sebastià. «Titelles Vergés, 90 años de vida». Titireando (Tolosa: UNIMA, Federación España), núm. 78 (2000), p. 10-11.